# Merchweiler
Merchweiler ist eine Gemeinde im Landkreis Neunkirchen, Saarland. Sie besteht aus zwei Ortsteilen: Merchweiler als namensgebendem Ortsteil und Wemmetsweiler.

## Geschichte
Merchweiler wurde 1291 erstmals als „Morchevilre“ urkundlich erwähnt und gehörte zur Grafschaft Saarwerden. Ab 1527 gehörte Merchweiler zur Grafschaft Nassau-Saarbrücken. 1717 kam der Ort zur Herrschaft Illingen.
Merchweiler war ursprünglich ein Bauerndorf, im 18. Jahrhundert entstanden jedoch auch Industriebetriebe, unter anderem eine Glashütte, eine Steinkohlengrube und eine Ziegelei.
Während des Völkerbund-Mandats über das Saargebiet (1920–1935) bestand in Merchweiler eine Domanialschule.
Am 1. Januar 1949 schied die Gemeinde Merchweiler aus dem Verwaltungsbezirk Illingen aus und erhielt eine eigenständige Verwaltung. Nach der Gebiets- und Verwaltungsreform, die zur Zusammenlegung der ehemals selbständigen Gemeinden Merchweiler und Wemmetsweiler am 1. Januar 1974 führte, entschloss man sich, die Verwaltung in beiden Ortsteilen präsent zu halten. Dies führte letztlich zu der heute aktuellen Verteilung der einzelnen Ämter auf die beiden Rathäuser in Merchweiler und Wemmetsweiler.

## Politik

### Gemeinderat
Sitzverteilung im Gemeinderat (Stand: Kommunalwahl am 9. Juni 2024)
- CDU: 13 Sitze (+ 2)
- SPD: 11 Sitze (+ 1)
- LINKE: 2 Sitze (− 1)
- GRÜNE: 1 Sitz (− 2)

### Bürgermeister
- 1974 – 1984: Willi Ries (CDU)
- 1984 – 1994: Gerhard Bermann (CDU)
- 1994 – 1998: Edwin Färber (SPD)
- 1999 – 2015: Walter Dietz (CDU)
- 2015 – 2025: Patrick Weydmann (SPD)
- Seit 28. Mai 2025: Sebastian Maas (CDU)

Bei der Bürgermeisterwahl am 9. Juni 2024 wurde der CDU-Kandidat Sebastian Maas mit 50,91 % der abgegebenen Stimmen zum neuen Bürgermeister gewählt. Er setzte sich gegen den SPD-Amtsinhaber Patrick Weydmann durch, auf den 49,09 % entfielen.

### Gemeindepartnerschaft
Seit 1987 hat Merchweiler eine Gemeindepartnerschaft mit der französischen Gemeinde Falicon im Kanton Tourrette-Levens des Départements Alpes-Maritimes.

## Kultur und Sehenswürdigkeiten
siehe: Liste der Baudenkmäler in Merchweiler
Die katholische Pfarrkirche St. Michael und das Rathaus in Wemmetsweiler sind touristische Attraktionen. Das Naturschutzgebiet „Oberes Merchtal“ und das  Naherholungsgebiet Itzenplitz Heiligenwald liegen teilweise auf dem Gebiet der Gemeinde.
In der Grundschule „Zum Striedt“ im Ortsteil Wemmetsweiler befindet sich ein Heimatmuseum. Hier bekommt man durch Bilder, Dokumente, Möbel, Werkzeuge und Kleidung einen Einblick in die Geschichte von Wemmetsweiler, und erfährt etwas über die Menschen, die hier gelebt und gearbeitet haben. Das Heimatmuseum ist jeden zweiten Sonntag im Monat zwischen 15 und 17 Uhr geöffnet.
Im Ortsteil Wemmetsweiler befindet sich ein Rosengarten mit Minigolfanlage und Restaurant. Der Rosengarten wurde in den Jahren 1925 bis 1929 von Bergleuten angelegt. In direkter Nähe zum Rosengarten befindet sich die „Kriegergedächtniskapelle Maria Hilf“.

## Verkehr
Merchweiler ist über die Bundesautobahn 8 (Perl – Bad Reichenhall) sowie die Bundesautobahn 1 an das überregionale Straßennetz nicht nur in Deutschland, sondern auch in Luxemburg und Frankreich angebunden. Darüber hinaus besitzt der Ortsteil Merchweiler einen Halt an der Fischbachtalbahn Lebach – Illingen – Saarbrücken, der Ortsteil Wemmetsweiler an der Strecke Illingen (Saar) – Homburg.

## Natur und Umwelt

### Landschaft der Industriekultur Nord (LIK.Nord)
Merchweiler gehört dem Naturschutzgroßprojekt Landschaft der Industriekultur Nord (LIK.Nord) an. Die Städte Neunkirchen und Friedrichsthal, die Gemeinden Illingen, Merchweiler, Schiffweiler und Quierschied sowie der Landkreis Neunkirchen und die Industriekultur Saar GmbH (IKS) haben sich zu einem Zweckverband zusammengeschlossen und 2009 den Bundeswettbewerb „Naturschutzgroßprojekte und ländliche Entwicklung“ des Bundesumweltministerium gewonnen. Ziel des Projekts ist die zukunftsfähige Entwicklung der altindustriellen und vom Bergbau geprägten Landschaft zu gestalten. Hierdurch soll der Artenreichtum der Landschaft durch Pflege und gezielte Eingriffe erhalten und weiter ausgebaut werden. Auf dem Gebiet der Gemeinde Merchweiler befindet sich das Landschaftslabor „Bergbaufolgelandschaft“ sowie am Schlammweiher Hahnwies und im Merchtal das Landschaftslabor „Vogelzug und wilde Weiden“. Das Projekt befindet sich seit Ende 2013 in der Umsetzungsphase.

## Persönlichkeiten

### In Merchweiler geboren
- Peter Baltes (1897–1941), Politiker (NSDAP)
- Peter Barrois (1919–1988), Künstler
- Balthasar Woll (1922–1996), SS-Oberscharführer der Waffen-SS und Panzerkommandant während des Zweiten Weltkrieges, geboren im Ortsteil Wemmetsweiler
- Horst Kirsch (1939–2018), Fußballtorhüter, U23-Nationalspieler
- Hans Raab (1940–2012), Unternehmer und Erfinder
- Dieter Enderlein (1944–2004), Leichtathlet
- Gabriele Bozok (* 1953), Politikerin (Bündnis 90/Die Grünen)
- Uwe Haas (* 1964), Profi beim 1. FC Köln, Jugendnationalspieler und U21-Nationalspieler
- Bernhard Rohrbacher (* 1965), Fußballspieler und -trainer

### Mit Merchweiler verbunden
- Wilhelm Hector, bedeutender Architekt, baute 1898–1899 die Pfarrkirche St. Michael in Merchweiler-Wemmetsweiler
- Otto Eberbach, Architekt, Kreisbaumeister, Rathaus Wemmetsweiler 1926
- Anke Heimes (* 1957), Lokalpolitikerin und Landtagsabgeordnete
- Eugen Roth (* 1957), Politiker, Landtagsabgeordneter, lebt in Merchweiler
- Cornelia Hoffmann-Bethscheider (* 1968), Lokalpolitikerin, ehemalige Landrätin und ehemalige Landtagsabgeordnete
- Hans-Gerhard Jene (* 1961), Politiker